# Telha termoacústica
Uma telha termoacústica, também conhecida como telha sanduíche, é um tipo de telha composta por múltiplas camadas, geralmente metais associados a materiais isolantes, com objetivo de fornecer alto desempenho em termos de isolamento térmico e acústico. Essa combinação de materiais proporciona um ambiente interno mais confortável, reduzindo os gastos energéticos relacionados aos sistemas de climatização, além de  propiciar maior eficiência em relação ao isolamento acústico, minimizando o desconforto decorrente da transmissão de ruídos externos.

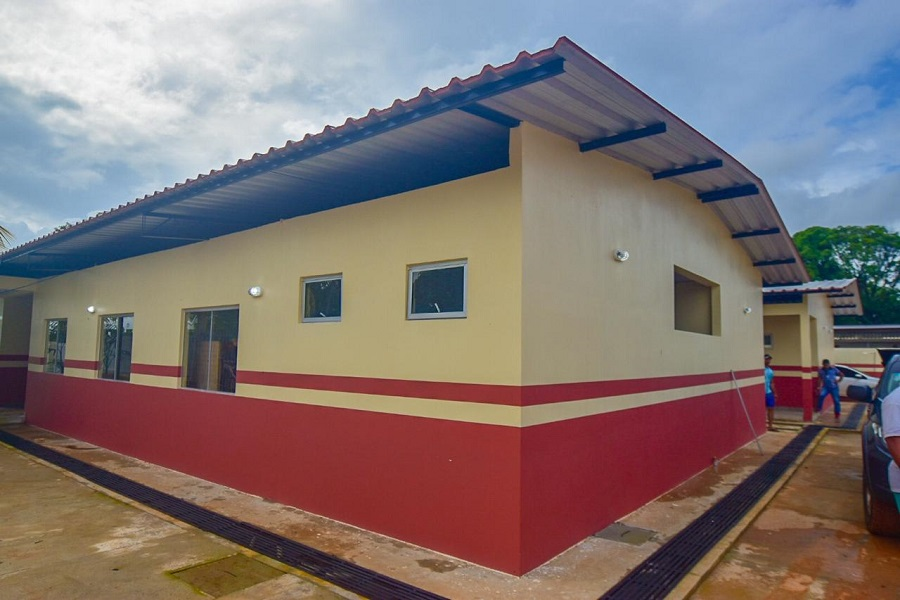
Telhado composto por telhas termoacústicas instalado em uma escola no Brasil.

## Características
As telhas termoacústicas são constituídas de distintas camadas sobrepostas recheadas com um material isolante. A composição desta estrutura é a responsável por seu nome popular, "telha sanduiche". 
As camadas externas, geralmente são feitas com aço galvanizado, material reconhecidamente resistente à corrosão e com longa durabilidade. Em seu interior há um núcleo central preenchido com um material isolante, o qual pode ser feito em poliestireno expandido (EPS), poliuretano, lã de rocha ou ainda a combinação entre dois ou mais desses materiais. A composição diferenciada de seu núcleo é a principal responsável pelas propriedades térmicas e acústicas apresentadas por estas coberturas.
Algumas telhas termoacústicas podem possuir revestimentos adicionais, como pinturas eletroestáticas, tintas emborrachadas, revestimentos, vernizes ou filmes protetores, com o objetivo de aumentar a durabilidade e a capacidade térmica do material, ou ainda, melhorar a estética do produto após sua instalação.
Embora possam ser utilizadas em diversos tipos de coberturas, estas telhas são particularmente muito utilizadas em construções que empregam técnicas voltadas à adoção de telhados embutidos.

## Vantagens e desvantagens
A adoção das telhas termoacústicas oferecem uma série de benefícios às edificações. Desta forma, este tipo de cobertura consiste em uma excelente opção para diversos tipos de construções.
Dentre as principais vantagens, destacam-se as seguintes:
- Isolamento térmico: telhados que adotam este tipo de cobertura apresentam grande redução na capacidade de transmissão do calor, mantendo o ambiente interno mais fresco no verão e mais quente no inverno.[1]
- Isolamento acústico: a transmissão de ruídos é significantemente atenuada, proporcionando maior conforto e privacidade.[1]
- Leveza:  telhados compostos por telhas termoacústicas são mais leves quando comparadas à outros tipos de cobertura, o que facilita a instalação e reduz a carga sobre a estrutura.[7]
- Resistência: seus materiais são resistentes à corrosão e intempéries, garantindo maior durabilidade.
- Versatilidade: podem apresentar diversos formatos, cores e espessuras, adaptando-se a diferentes projetos arquitetônicos.
- Sustentabilidade: a redução da energia necessaria para funcionamento dos sistemas de climatização resulta em significativa redução no consumo energético ao longo do ano.

Já em relação às desvantagens vinculadas ao uso deste material, consideram-se as mais importantes:
- Custo: geralmente este tipo de cobertura apresenta custo de implementação mais elevado em comparação à adoção de outros tipos de telhas.[8]
- Instalação: requer mão de obra especializada e cuidados específicos durante sua montagem para garantir a estanqueidade e o desempenho térmico e acústico.
- Ruidos indesejados: em decorrência das variações de temperatura, as telhas podem sofrer dilatação e contração, gerando estalos noturnos durante o período mais frio, devido à contração diferenciada do material metálico de sua camada mais externa.[9]
- Dificuldade de reparo: em caso de danos, a reparação pode ser mais complexa e exigir mão de obra especializada.
- Isolamento acústico limitado em altas frequências: embora ofereçam bom isolamento acústico, podem não ser tão eficazes em relação a sons de alta frequência.